# Didier Cuche
Didier Cuche (Le Pâquier, 16. kolovoza 1974.) umirovljeni je švicarski alpski skijaš. 
Osvajač je jedne srebrne olimpijske medalje u superveleslalomu na Zimskim olimpisjskim igrama u Naganu 1998.

## Pobjede u Svjetskom kupu
21 pobjeda (12 u spustu, 6 u superveleslalomu, i 3 u veleslalomu)
| Datum               | Skijalište             | Disciplina      |
| ------------------- | ---------------------- | --------------- |
| 23. siječnja 1998.  | Kitzbühel              | spust           |
| 5. siječnja 2002.   | Adelboden              | veleslalom      |
| 7. ožujka 2002.     | Altenmarkt-Zauchensee  | superveleslalom |
| 8. prosinca 2002.   | Beaver Creek           | superveleslalom |
| 30. siječnja 2004.  | Garmisch-Partenkirchen | spust           |
| 10. ožujka 2007.    | Kvitfjell              | spust           |
| 14. prosinca 2007.  | Val Gardena            | superveleslalom |
| 19. siječnja 2008.  | Kitzbühel              | spust           |
| 21. veljače 2009.   | Sestriere              | veleslalom      |
| 25. listopada 2009. | Sölden                 | veleslalom      |
| 28. studenog 2009.  | Lake Louise            | spust           |
| 22. siječnja 2010.  | Kitzbühel              | superveleslalom |
| 23. siječnja 2010.  | Kitzbühel              | spust           |
| 6. ožujka 2010.     | Kvitfjell              | spust           |
| 22. siječnja 2011.  | Kitzbühel              | spust           |
| 29. siječnja 2011.  | Chamonix               | spust           |
| 13. ožujka 2011.    | Kvitfjell              | superveleslalom |